# Walter F. Ulmer

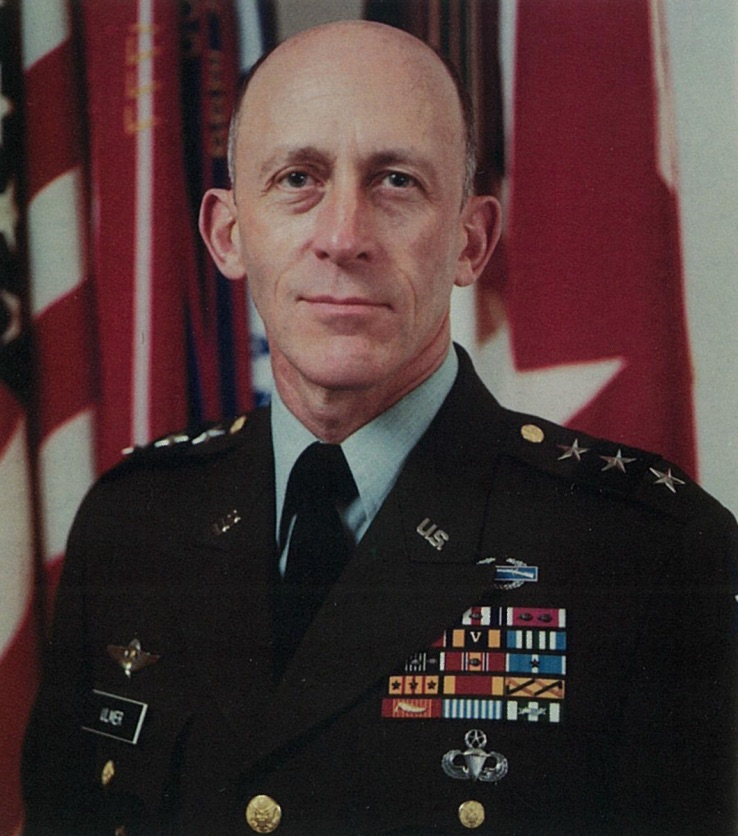
Walter F. Ulmer Jr. (1981)

Walter Francis Ulmer Jr. (* 2. April 1929 in Bangor, Penobscot County, Maine) ist ein pensionierter Generalleutnant der United States Army. Er war unter anderem Kommandeur der 3. Panzerdivision und des III. Korps.
In den Jahren 1948 bis 1952 absolvierte Ulmer die United States Military Academy in West Point. Nach seiner Graduation wurde er als Leutnant den Panzereinheiten zugeteilt. In der Armee durchlief er anschließend alle Offiziersränge vom Leutnant bis zum Drei-Sterne-General.
Im Lauf seiner militärischen Karriere absolvierte er verschiedene Kurse und Schulungen. Dazu gehörten unter anderem die Armor School, das Command and General Staff College und das United States Army War College. Außerdem erhielt er einen akademischen Grad von der Pennsylvania State University.
Im Laufe seiner Karriere absolvierte Walter Ulmer den für Offiziere in den jeweiligen Rangstufen üblichen Dienst in verschiedenen Einheiten und Standorten. Dazu gehörten auch Aufgaben als Stabsoffizier in verschiedenen Hauptquartieren. Er kommandierte militärische Einheiten auf fast allen Ebenen. Außerdem gehörte er zwischenzeitlich dem Lehrkörper der Militärakademie in West Point und des Army War Colleges an.
In den Jahren 1966 und 1967 war er Stabsoffizier beim Chief of Staff of the Army. Ende der 1960er Jahre war er im Vietnamkrieg eingesetzt. Nach dem Massaker von Mỹ Lai gehörte er zu einem aus drei Offizieren bestehenden Team, das das Verhalten der für das Massaker verantwortlichen Offiziere und generell die Haltung des Offizierskorps in Fragen wie Kadergehorsam und traditionelles Pflichtgefühl untersuchte. Daraus entstand die Denkschrift Study on Military Professionalism, die einen Umdenkprozess auslöste und zur Änderung der bisher im Vietnamkrieg üblichen Rotationspraxis für Offiziere führte. Im Jahr 1972 war Ulmer erneut in Vietnam eingesetzt. Dort war er unter anderem als Berater des südvietnamesischen Militärs tätig, wobei er auch in schwere Kampfhandlungen verwickelt war.
In den Jahren 1973 und 1974 kommandierte Ulmer die 194. Panzerbrigade. Anschließend war er für kurze Zeit stellvertretender Kommandeur des U.S. Army Armor Centers in Fort Knox. Danach kehrt er an die Militärakademie in West Point zurück, wo er Führungsoffizier der Kadetten (Commandant of Cadets) wurde. In jenen Jahren wurden erstmals Frauen an der Akademie zugelassen. Im September 1979 übernahm Walter Ulmer das Kommando über die in Deutschland stationierte 3. Panzerdivision. Diesen Posten bekleidete er bis zum Februar 1982.
Nach dem Ende seines Kommandos über die 3. Panzerdivision wurde Walter Ulmer in das damalige Fort Hood in Texas, (heute: Fort Cavazos) versetzt, wo er unter Beförderung zum Generalleutnant neuer Kommandeur des III. Korps wurde. In dieser Funktion löste er Richard E. Cavazos, den späteren Namensgeber des Forts, ab. Diesen Oberbefehl hatte er bis zum Jahr 1985 inne, als er von Crosbie E. Saint abgelöst wurde. Anschließend schied Ulmer aus dem aktiven Militärdienst aus.
Nach seiner Pensionierung engagierte sich Ulmer unter anderem beim Rotary Club of Greensboro in North Carolina. Außerdem war er Gastredner in vielen Ländern in Europa, in Australien, Japan und einigen Nachfolgestaaten der früheren Sowjetunion sowie auch in den Vereinigten Staaten selbst. Der hochbetagte Offizier ist mit Martha R. Marty verheiratet, mit der er drei längst erwachsene Kinder hat.

## Orden und Auszeichnungen
Walter Ulmer erhielt im Lauf seiner militärischen Laufbahn unter anderem folgende Auszeichnungen:
- Army Distinguished Service Medal
- Silver Star
- Legion of Merit
- Bronze Star Medal
- Air Medal
- Army Commendation Medal
- Presidential Unit Citation
- Vietnam Service Medal